# Clan Azai
El clan Azai (浅井氏, Azai-shi) va ser una línia de daimyos durant el període Sengoku de la història del Japó que tenia la seva base a la Província d'Omi (al dia d'avui Prefectura de Shiga). El clan Azai juntament amb el clan Asakura es van oposar a Oda Nobunaga durant finals del segle xvi. Van ser vençuts per les forces d'Oda durant la batalla d'Anegawa de 1570 i van ser eliminats definitivament tres anys després quan el seu castell, el castell Odani, va ser pres.

## Membres importants del clan Azai
- Azai Sukemasa - establir el castell Odani el 1516.
- Azai Hisamasa - fill de Sukemasa, va ser derrotat pel clan Sasaki.
- Azai Nagamasa - fill de Hisamasa, va tenir conflictes amb Oda Nobunaga i se li va oposar, entaulant una aliança amb el clan Asakura i els sōhei del mont Hiei. Va ser derrotat eventualment per Nobunaga el 1570. Entre les seves filles es trobaven iode-Dono, segona esposa de Toyotomi Hideyoshi i mare de Toyotomi Hideyori i Oeyo, dona de Tokugawa Hidetada i mare del tercer shogun Tokugawa, Tokugawa Iemitsu.